# Шенермарк (Ланд Рупин)
Шенермарк (њем. Schönermark) општина је у њемачкој савезној држави Бранденбург. Једно је од 19 општинских средишта округа Оберхафел. Према процјени из 2010. у општини је живјело 449 становника. Посједује регионалну шифру (AGS) 12065276.

## Географски и демографски подаци
Шенермарк се налази у савезној држави Бранденбург у округу Оберхафел. Општина се налази на надморској висини од 72 метра. Површина општине износи 11,8 km². У самом мјесту је, према процјени из 2010. године, живјело 449 становника. Просјечна густина становништва износи 38 становника/km².

## Међународна сарадња
| Мјесто | Држава | Врста сарадње | Од    |
| ------ | ------ | ------------- | ----- |
|        | Чешка  | партнерство   | 1997. |
| Извор  |        |               |       |